# 掌叶覆盆子
掌叶覆盆子（学名：Rubus chingii）是蔷薇科悬钩子属的植物。分布于日本以及中国大陆的江苏、安徽、广西、福建、浙江、江西等地，生长于海拔100米至1,300米的地区，多生在路边向阳处、山坡、低海拔至中海拔地区以及阴处灌木丛中常见，目前尚未由人工引种栽培。

## 别名
大号角公、牛奶母（浙江）

## 异名
- Rubus palmatus auct. non Thunb.

## 外部連結
- 覆盆子 Fu Pen Zi （页面存档备份，存于） 中藥標本數據庫 (香港浸會大學中醫藥學院) （繁體中文）（英文）